# Saint-Eutrope
Saint-Eutrope foi uma comuna francesa na região administrativa da Nova Aquitânia, no departamento de Charente. Estendia-se por uma área de 2,67 km². Em 2010 a comuna tinha 176 habitantes (densidade: 65,9 hab./km²).
Em 1 de janeiro de 2017, passou a formar parte da nova comuna de Montmoreau.